# HD 126129
HD 126129，又名BD+09 2882，SAO 120426、HR 5386，是一颗恒星，视星等为5.12，位于銀經356.56，銀緯61.33，其B1900.0坐标为赤經14h 18m 27.6s，赤緯+8° 61.33′ 6″。